# Well, Well, Well
Well, Well, Well - singiel walijskiej piosenkarki Duffy promujący jej drugi album studyjny pod tytułem Endlessly. Jego produkcją zajmowali się Albert Hammond oraz sama Duffy. 

## Teledysk
Teledysk do piosenki został wyreżyserowany przez Chrisa Cottama i kręcony był na ulicach Oxfordu. Nagrywanie go miało miejsce około 30 września 2010, a premiera odbyła się w serwisie YouTube poprzez wytwórnię Polydor. Teledysk ten był pierwszym, w którym Duffy tańczyła.